# Serie A (kvinder)
 For alternative betydninger, se Serie A (flertydig). (Se også artikler, som begynder med Serie A)
Kvindernes fodbold Serie A er den bedste række i italiensk kvindefodbold. Ligaen blev grundlagt i 1968.

## 2019–20 hold
- Deltagende hold

| Klub          | By            | Stadion                            | Forrige sæson |
| ------------- | ------------- | ---------------------------------- | ------------- |
| Empoli        | Empoli        | Centro Sportivo Monteboro          | 8 i Serie A   |
| Fiorentina    | Firenze       | Stadio Gino Bozzi                  | 2 i Serie A   |
| Florentia     | San Gimignano | Stadio Santa Lucia                 | 7 i Serie A   |
| Inter         | Milano        | Stadio Felice Chinetti             | 6 i Serie A   |
| Juventus      | Turin         | Juventus Center                    | Mestre        |
| Milan         | Milano        | Stadio Brianteo (Monza)            | 3 i Serie A   |
| Napoli        | Napoli        | Stadio Caduti di Brema             | 1 i Serie B   |
| Pink Bari     | Bari          | Stadio Antonio Antonucci (Bitetto) | 10 i Serie A  |
| Roma          | Rom           | Stadio Tre Fontane                 | 4 i Serie A   |
| San Marino    | San Marino    | Campo Sportivo Acquaviva           | 2 i Serie B   |
| Sassuolo      | Sassuolo      | Stadio Enzo Ricci                  | 5 i Serie A   |
| Hellas Verona | Verona        | Stadio Aldo Olivieri               | 9 i Serie A   |

## Liste over mestre
Siden 1968 er alle mesterskaber defineret som "Serie A":
- 1968 Genova (FICF), Bologna (UISP)
- 1969 Roma (FICF), Bologna (UISP)
- 1970 Gommagomma Milano (FFIGC), Real Torino (FICF)
- 1971 Piacenza (FFIGC), Real Juventus (FICF)
- 1972 Gamma 3 Padova (FFIUAGC)
- 1973 Gamma 3 Padova (FFIUGC),[1] Milano (FICF)
- 1974 Falchi Astro Montecatini (FFIUGC)
- 1975 Milan (FIGCF)
- 1976 Valdobbiadene
- 1977 Valdobbiadene Diadora
- 1978 Jolly Cutispoti Catania
- 1979 Lubiam Lazio
- 1980 Lazio '75
- 1981 Alaska Gelati Lecce
- 1982 Alaska Gelati Lecce
- 1983 Alaska Gelati Lecce
- 1984 Alaska Trani
- 1985 Sanitas Trani
- 1985–86 Despar Trani
- 1986–87 Lazio (FIGC)
- 1987–88 Lazio
- 1988–89 G.B. Campania
- 1989–90 Reggiana Zambelli
- 1990–91 Reggiana Zambelli
- 1991–92 Milan '82
- 1992–93 Reggiana Zambelli
- 1993–94 Torres FO.S.
- 1994–95 Agliana
- 1995–96 Verona Gunther
- 1996–97 Modena
- 1997–98 Modena
- 1998–99 Milan
- 1999–00 S.S. Torres FO.S.
- 2000–01 S.S. Torres FO.S.
- 2001–02 Ruco Line Lazio
- 2002–03 Foroni Verona
- 2003–04 Foroni Verona
- 2004–05 Bardolino
- 2005–06 Fiammamonza
- 2006–07 Bardolino Verona
- 2007–08 Bardolino
- 2008–09 Bardolino
- 2009–10 Torres
- 2010–11 Torres
- 2011–12 Torres
- 2012–13 Torres
- 2013–14 Brescia
- 2014–15 AGSM Verona
- 2015–16 Brescia
- 2016–17 Fiorentina
- 2017–18 Juventus
- 2018–19 Juventus
- 2019–20 Juventus
- 2020–21 Juventus
- 2021–22 Juventus

## Topscorere
Listen over topscorere:
| Sæson   | Spiller                        | Klub                            | Mål |
| ------- | ------------------------------ | ------------------------------- | --- |
| 1971    | Elisabetta Vignotto            | Real Juventus                   | 51  |
| 1972    | Elisabetta Vignotto            | Gamma 3 Padova                  | 56  |
| 1973    | Elisabetta Vignotto            | Gamma 3 Padova                  | 25  |
| 1974    | Elisabetta Vignotto            | Gamma 3 Padova                  | 24  |
| 1975    | Susanne Augustesen             | Gamma 3 Padova                  | 29  |
| 1976    | Susanne Augustesen             | Valdobbiadene                   | 28  |
| 1977    | Susanne Augustesen             | Diadora Valdobbiadene           | 42  |
| 1978    | Rose Reilly                    | Jolly Comp.Cutispoti Catania    | 32  |
| 1979    | Susanne Augustesen             | Conegliano                      | 29  |
| 1980    | Elisabetta Vignotto            | Gorgonzola                      | 29  |
| 1981    | Rose Reilly                    | Alaska Lecce                    | 31  |
| 1982    | Susanne Augustesen             | Flase Cagliari                  | 32  |
| 1983    | Susanne Augustesen             | Alaska Lecce                    | 31  |
| 1984    | Susanne Augustesen             | Lazio                           | 25  |
| 1985    | Carolina Morace                | Lazio                           | 27  |
| 1985–86 | Lone Hansen                    | Despar Trani 80                 | 26  |
| 1986–87 | Susanne Augustesen             | Despar Trani 80                 | 34  |
| 1987–88 | Carolina Morace                | Lazio                           | 40  |
| 1988–89 | Carolina Morace                | Lazio                           | 26  |
| 1989–90 | Carolina Morace                | Reggiana                        | 38  |
| 1990–91 | Carolina Morace                | Reggiana                        | 29  |
| 1991–92 | Carolina Morace                | Milan 82                        | 31  |
| 1992–93 | Carolina Morace                | Milan 82                        | 33  |
| 1993–94 | Carolina Morace                | Sassari Torres                  | 33  |
| 1994–95 | Carolina Morace                | Agliana                         | 31  |
| 1995–96 | Carolina Morace                | Verona Gunther                  | 39  |
| 1996–97 | Carolina Morace                | C.F. Modena Femminile           | 47  |
| 1997–98 | Carolina Morace                | C.F. Modena Amadio Femminile    | 41  |
| 1998–99 | Patrizia Panico                | S.S. Lazio C.F.                 | 51  |
| 1999–00 | Patrizia Panico                | S.S. Ruco Line Lazio C.F.       | 41  |
| 2000–01 | Patrizia Panico                | S.S. Ruco Line Lazio C.F.       | 41  |
| 2001–02 | Patrizia Panico                | S.S. Ruco Line Lazio C.F.       | 47  |
| 2002–03 | Chiara Gazzoli                 | F.C. Foroni Verona              | 54  |
| 2003–04 | Chiara Gazzoli                 | F.C. Foroni Verona              | 34  |
| 2004–05 | Valentina Boni Patrizia Panico | Bardolino C.F. Torino Femminile | 32  |
| 2005–06 | Patrizia Panico                | A.C.F. Torino                   | 24  |
| 2006–07 | Patrizia Panico                | A.S.D. C.F. Bardolino Verona    | 21  |
| 2007–08 | Patrizia Panico                | A.S.D. C.F. Bardolino Verona    | 27  |
| 2008–09 | Patrizia Panico                | A.S.D. C.F. Bardolino Verona    | 23  |
| 2009–10 | Paola Brumana                  | U.P.C. Graphistudio Tavagnacco  | 24  |
| 2010–11 | Patrizia Panico                | ASD Torres Calcio               | 26  |
| 2011–12 | Patrizia Panico                | ASD Torres Calcio               | 29  |
| 2012–13 | Patrizia Panico                | ASD Torres Calcio               | 35  |
| 2013–14 | Patrizia Panico                | ASD Torres Calcio               | 43  |
| 2014–15 | Patrizia Panico                | AGSM Verona                     | 34  |
| 2015–16 | Valentina Giacinti             | ASD Mozzanica                   | 32  |
| 2016–17 | Lana Clelland                  | UPC Tavagnacco                  | 23  |
| 2017–18 | Valentina Giacinti             | Brescia                         | 21  |
| 2018–19 | Valentina Giacinti             | AC Milan                        | 21  |
| 2019–20 | Cristiana Girelli              | Juventus                        | 16  |
| 2020–21 |                                |                                 |     |
| 2021–22 |                                |                                 |     |